# Lobelia longicaulis
Lobelia longicaulis är en klockväxtart som beskrevs av Townshend Stith Brandegee. Lobelia longicaulis ingår i släktet lobelior, och familjen klockväxter. Inga underarter finns listade i Catalogue of Life.